# باتريك كاسيدي (ملحن)
باتريك كاسيدي (بالإنجليزية: Patrick Cassidy) (و. 1956  م) هو ملحن، وكاتب أغاني، ومؤلف موسيقى تصويرية أيرلندي.

## وصلات خارجية
- باتريك كاسيدى على موقع IMDb (الإنجليزية)
- باتريك كاسيدى على موقع ألو سيني (الفرنسية)
- باتريك كاسيدى على موقع ميوزك برينز (الإنجليزية)
- باتريك كاسيدى على موقع أول موفي (الإنجليزية)
- باتريك كاسيدى على موقع قاعدة بيانات الأفلام السويدية (السويدية)
- باتريك كاسيدى على موقع أول ميوزيك (الإنجليزية)
- باتريك كاسيدى على موقع ديسكوغز (الإنجليزية)
- باتريك كاسيدى على موقع قاعدة بيانات الفيلم (الإنجليزية)
- باتريك كاسيدى على موقع كينوبويسك (الروسية)